# 三林東駅
三林東駅（さんりんひがしえき、中文表記: 三林东站）は中華人民共和国上海市浦東新区三林鎮
に位置する上海地下鉄11号線の駅。建設時の仮称は、東明路駅でその後三林公園駅だった。

## 駅構造
- 島式ホーム1面2線の地下駅。ホームドア設置。

## 駅周辺
- 三林公園

## 歴史
- 2013年8月31日 - 開業[1]。

## バス路線
- 三林路東明路
  - 780路、795路、1003路

## 隣の駅
上海地下鉄
■11号線
浦三路駅 - 三林東駅 - 三林駅